# NGC 18
NGC 18 là một hệ sao đôi (F5 và G4) thuộc chòm sao Phi Mã.